# Kronprinsensgade
Kronprinsensgade er en gade i Indre By i København, der ligger mellem Købmagergade i forlængelse af Valkendorfsgade og Pilestræde i forlængelse af Sværtegade. Gaden blev anlagt i 1783 og er opkaldt efter den senere kong Frederik 6. På gaden ligger bl.a. A.C. Perchs Thehandel og Café Sommersko.  

## Historie
Kronprinsensgade er en af de yngre gader i Indre By. Københavns første posthus, Postgården, blev opført i 1727 ved Købmagergade, hvor Kronprinsensgade nu ligger i 1727, men den gik til året efter under Københavns brand i 1728.
I 1783 blev Kronprinsensgade anlagt på initiativ af tømmermester Johan Peter Boye Junge (1735-1807), efter at han havde erhvervet en stor grund mellem Købmagergade og Pilestræde samme år. Gaden blev opkaldt efter kronprinsen, senere kong Frederik 6. Gaden blev bebygget i 1780'erne og 1790'erne.

## Bygninger og beboere
Johan Peter Boye Junge, der anlagde gaden, stod også for opførelsen af nr. 2 (1785), nr. 4-6 (1785-1791), nr. 11 (1785) og bygningen på hjørnet af (Kronprinsensgade 13 / Pilestræde 37). Den sidste er fredet. Bygningerne nr. 14 og nr. 16 (Kronprinsensgade 16 / Pilestræde 35a-f ) blev opført af Andreas Hallander.
A.C. Perchs Thehandel har til huse i nr. 5 i en fredet ejendom fra 1805. De tre midterste fag på facaden er flankeret af joniske pilastre på første og anden sal. A.C. Perchs Thehandel åbnede på stedet i 1835. I 2006 åbnedes Perchs Tearoom på første sal. Nabobygningen nr. 7 blev opført for De forenede Frimurerloger efter tegninger af Peter Friis. Bygningen blev indviet 7. januar 1807 og blev benyttet af frimurerne, til de flyttede til deres nye bygning i Klerkegade 2 i 1868. Bygningen blev derefter overtaget af Haandværkerforeningen, der havde en læsesal med et 2.000 bind stort bibliotek og billardrum i bygningen. Haandværkerforeningen rykkede ud, efter at den overtog Moltkes Palæ i Dronningens Tværgade i 1930.